# Wendy Curry
Wendy Curry é uma ativista estadunidense dos direitos bissexuais há muito tempo.
Ela é atualmente a presidente da BiNet USA, a Organização Nacional de Direitos Civis Bissexual Estadunidense, uma posição que ela assumiu em 2006. Anteriormente ela tinha servido como secretária e vice-presidente da organização.
A senhora Curry está também nos comitês de planejamento tanto da Transcending Boundaries Conference como da International Conference on Bisexuality.
Em 1999, Curry junto com colegas ativistas de direitos bissexuais dos Estados Unidos Michael Page da Flórida e Gigi Raven Wilbur do Texas começaram a observação do Dia da Celebração Bissexual. Este evento cresceu em popularidade e agora uma larga variedade de celebrações anuais realizam-se no dia 23 de Setembro em todas as partes do Canadá, Estados Unidos, Europa e Austrália.
Curry anteriormente do Maine, agora reside na Nova Hampshire com seu marido. Ela trabalha como engenheira de software.